# ダキア語
ダキア語（ダキアご、Dacian language）は古代バルカン半島で話されていた言語である。カルパチア山脈地域において紀元前3000-紀元前1500年のある時期に、インド・ヨーロッパ祖語から誕生し、おそらく6世紀に消滅した。紀元後1世紀に、ダキア、モエシアやその周辺で占有的な言語となった。
ダキア語はインドヨーロッパ語族であることは全学者が賛同しているが、その中での位置付けについては様々な意見がある。
1. ダキア語はトラキア語の方言またはその逆である。 Baldi (1983)、Trask (2000).
2. ダキア語はトラキア語とは別の言語であるが近縁で、インドヨーロッパ語族の同じ枝に属す。（トラキア・ダキア語派またはダキア・トラキア語派の枝が仮説として出されている。）[1] （現在はほぼ否定されているが、フリギア語もダキア語、トラキア語と同じ枝に属すとする見方もあった）
3. ダキア語はトラキア語ともフリギア語とも近縁ではなく、3語はインドヨーロッパ語族の別の枝に属す。 e.g., Georgiev (1977) 、Duridanov (1985)[2]。

ダキア語はほとんど記録されていない言語である。200の記録が存在するフリギア語と異なり、ダキア語は1つの記録しかない。